# Psaenythia demissa
Psaenythia demissa är en biart som beskrevs av Holmberg 1921. Psaenythia demissa ingår i släktet Psaenythia och familjen grävbin. Inga underarter finns listade i Catalogue of Life.